# 로소쿠섬

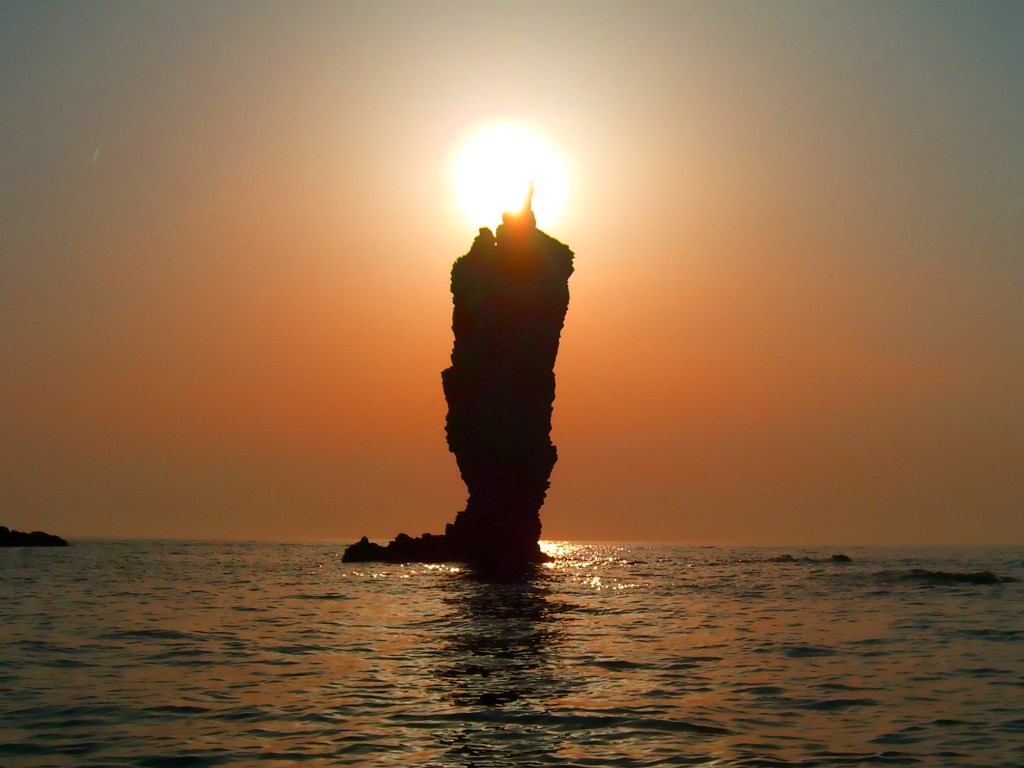
로소쿠섬의 석양.

로소쿠섬(일본어: ローソク島)은 일본 시마네현 오키군 오키노시마정에 위치한 무인도이다. 그러나 이 섬은 오키 제도 도고섬의 북서부 지역에 있는 먼 해상으로부터 높이가 약 20m 이상 돌출된 화성암에 의해 형성되어 있는 무인도이기도 하는 특이 사항을 둔다. 그리고 면적은 3,300 제곱미터이고, 높이는 20 m로 웬만하면 거의 8층 아파트 높이에 맞먹는 수준에 이르기도 한다. 그리고 모양새를 보면 양초를 본떠서 생성된 것에서 기원한 것으로 나와 있다.